# Two Weeks (canción)
«Two Weeks» —en español: «Dos semanas»— es una canción interpretada por la cantante y compositora británica FKA twigs, escrita por ella misma y Emile Haynie. Fue lanzado el 24 de junio de 2014, como el primer sencillo de su álbum debut, LP1 (2014). Fue lanzada en forma de descarga digital y como sencillo en formato de 12" pulgadas, acompañada de la canción "Pendulum" como lado B.

## Recepción de la crítica
Después de ser lanzada, la canción fue elegida por Pitchfork Media como la "mejor nueva pista". Patric Fallon la describió como "un corte seductor y puritano de seda R&B" y como "una explosión al mando de la potencia sexual en bruto." También afirmó, "FKA twigs es más grande que la vida aquí, llamando a las puertas de las grandes cantantes de pop contemporáneo - Ciara, Mariah Carey, e incluso Aaliyah, para nombrar algunos, con su falsete entrecortada y presencia magnética. Pitchfork más tarde colocó la canción en el número tres en su lista de las 100 mejores canciones de 2014 y en el número sesenta y cuatro de sus 200 mejores canciones de la década hasta el momento.

## Videoclip
La apariencia de FKA twigs en el video ha sido comparada con la de Aaliyah por su personaje de Akasha en la película de 2002 titulada La reina de los condenados.
El video musical fue dirigido por Nabil Elderkin y se estrenó el 24 de junio de 2014. El video cuenta con Twigs retratando a una gran diosa rodeada por bailarines decorativos en miniatura realizando bailes exóticos, también interpretados por FKA Twigs. Todo el vídeo consiste en un paneo a cabo asomo.

## Lista de canciones
- Descarga Digital[1]

1. "Two Weeks" – 4:08

- Edición limitada, sencillo en formato de 12" pulgadas[7]

A. "Two Weeks" – 4:08
B. "Pendulum" – 4:59

## Créditos y personal
Créditos de LP1.
Personal
- FKA twigs - Voz, producción adicional, Tempest.
- Arca - Programación adicional, sintetizador.
- John Davis - Masterización
- Emile Haynie - Tambores, instrumentos, producción, grabación.
- Joseph Hartwell Jones - Grabación vocal.
- David Wrench - Mezcla

## Posicionamiento en listas
| Bélgica        | Ultratip (Flanders)            | 54  |
| Reino Unido    | UK Singles Chart               | 200 |
| Reino Unido    | UK Indie Singles Chart         | 9   |
| Estados Unidos | Dance/Electronic Digital Songs | 47  |